# Ligne 22 du tramway de Bruxelles
Pour les articles homonymes, voir Ligne 22.
La ligne 22 du tramway de Bruxelles est un projet de ligne de tramway  à Bruxelles, qui reliera les arrêts Rogier et Eurocontrol. Son ouverture est prévue pour septembre 2024. Elle remplacera la ligne 25 entre Rogier et Meiser, tandis que la ligne 11 remplacera la ligne 25 sur le reste de son parcours (Meiser - Boondael). Malheureusement, le projet de cette ligne fut finalement abandonné à cause des refusement des habitants de Schaerbeek contre la suppression du tram 25.

## Histoire
le tram 22 devait initialement être mis en place à l'arrivée si le tram 10 ainsi que les lignes 3 et 25 devaient être supprimés, le tram 22 aurait repris le tronçon rogier-meiser du tram 25. Malheureusement, en raison des protestations à Schaerbeek pour le garder tram 25, ce projet a été abandonné jusqu'en 2025 et le tram 35 a été mis en œuvre temporairement

## Tracé et stations
Le trajet prévu est le suivant :
|  |   |  | Stations       | Lat/Long                    | Type     | Communes                | Correspondances                                     |
|  | - |  | -------------- | --------------------------- | -------- | ----------------------- | --------------------------------------------------- |
|  | o |  | Rogier         | 50° 51′ 20″ N, 4° 21′ 32″ E | Prémétro | Saint-Josse-Ten-Noode   | -                                                   |
|  | o |  | Gare du Nord   | 50° 51′ 37″ N, 4° 21′ 37″ E | Prémétro | Schaerbeek              | -                                                   |
|  | o |  | Thomas         | 50° 51′ 56″ N, 4° 21′ 49″ E |          | Schaerbeek              | (T) · (10) · (55) · (62) · (93)                     |
|  | o |  | Liedts         | 50° 51′ 50″ N, 4° 21′ 59″ E |          | Schaerbeek              | (T) · (55) · (62) · (93)                            |
|  | o |  | Lefrancq       | 50° 51′ 41″ N, 4° 22′ 04″ E |          | Schaerbeek              | (T) · (62) · (93)                                   |
|  | o |  | Robiano        | 50° 51′ 38″ N, 4° 22′ 16″ E |          | Schaerbeek              | -                                                   |
|  | o |  | Coteaux        | 50° 51′ 34″ N, 4° 22′ 39″ E |          | Schaerbeek              | -                                                   |
|  | o |  | Bienfaiteurs   | 50° 51′ 29″ N, 4° 23′ 03″ E |          | Schaerbeek              | -                                                   |
|  | o |  | Patrie         | 50° 51′ 23″ N, 4° 23′ 28″ E |          | Schaerbeek              | -                                                   |
|  | o |  | Meiser         | 50° 51′ 18″ N, 4° 23′ 54″ E |          | Schaerbeek              | -                                                   |
|  | o |  | Léopold III    | 50° 51′ 28″ N, 4° 23′ 50″ E |          | Schaerbeek              | (T) · (7) · (62) · (B) · (63) · (N04)               |
|  | o |  | Pentathlon     | 50° 51′ 38″ N, 4° 24′ 06″ E |          | Schaerbeek              | (T) · (62)                                          |
|  | o |  | Evere Shopping | 50° 52′ 02″ N, 4° 24′ 10″ E |          | Evere                   | (T) · (62) · (B) · (21) · (66)                      |
|  | o |  | Lekaerts       | 50° 52′ 19″ N, 4° 24′ 24″ E |          | Evere                   | (T) · (62) · (B) · (21) · (45) · (65)               |
|  | o |  | Da Vinci       | 50° 52′ 36″ N, 4° 24′ 43″ E |          | Evere                   | (T) · (62) · (55) · (B) · (12) · (65) · (69) · (80) |
|  | o |  | Fusée          | 50° 52′ 39″ N, 4° 25′ 14″ E |          | Haren (Bruxelles-ville) | -                                                   |
|  | o |  | Bourget        | 50° 52′ 42″ N, 4° 25′ 51″ E |          | Haren (Bruxelles-ville) | -                                                   |
|  | o |  | Eurocontrol    | 50° 52′ 47″ N, 4° 26′ 05″ E |          | Haren (Bruxelles-ville) | (T) · (62)                                          |

## Exploitation de la ligne

### Matériel roulant
La ligne 22 sera entièrement équipée et exploitée par des motrices T4000.

### Tarification et financement
La tarification de la ligne sera identique à celles des autres lignes de tramway exploitées par la STIB ainsi que les réseaux urbains bruxellois TEC, De Lijn, SNCB et accessible avec les mêmes abonnements sauf sur le tronçon Bourget-Brussels Airport de la ligne 12. Un ticket peut permettre par exemple 1, 5 ou 10 voyages avec possibilité de correspondance.
Le financement du fonctionnement de la ligne, entretien, matériel et charges de personnel, est assuré par la STIB.